# Kladiny
Kladiny (německy Kladenin) jsou malá vesnice, část obce Římov v okrese České Budějovice v Jihočeském kraji. Nachází se asi jeden kilometr jihovýchodně od Římova v krajinné památkové zóně Římovsko. Je zde evidováno 25 adres. V roce 2011 zde trvale žilo 26 obyvatel.
Kladiny leží v katastrálním území Branišovice u Římova o výměře 4,43 km².

## Název
Název Kladiny pochází od pohřbívání, tj. kladení zemřelých (pohřebiště Doudlebů).[zdroj?]

## Historie
První písemná zmínka o vesnici pochází z roku 1361. Vznikla na panství velešínského hradu, do 17. století patřila podle platu k Velešínu, ale formálně již pod novohradské panství. Při soupisu berní ruly náležely Kladiny (jako Klatně – často nesprávně přepisováno a pleteno s Kladným) pod Bechyňský kraj.
V čase soupisu tereziánského katastru spadaly Kladiny (112) jako ves pod panství Nové Hrady (260), kde vrchností byl hrabě František Leopold Buquoy. Zapsáno tehdy bylo 5 sedláků (o výměře 30–60 strychů), bonitní třída 7, polí 191,2 strychu, 7,2 strychů leželo ladem nebo zarostlé polorostlinami, 5,1 strychů pastvin patřilo obci, z luk bylo možné sklidit průměrně ročně (sena i otavy) 23 dvouspřežních vozů a na 23 strychů rostlo dříví. Ve vsi byl zisk z předení, z obchodu a formanství, berní hodnota činila 1 na 52 (celý osedlý a zbytek v počtu čtyřiašedesátin). Dále byl v obci násadní rybník na půl kopy. Jako odlehlá ves zřejmě místo roboty (na tomto panství za rok obvykle 9 dní potahem, 1 den odvoz dříví panské pile a pěší robota 10 dní ročně při žních a senách) platila náhrady.
Poštou patřily k Ločenicím, poté také k Římovu.
V letech 2015–2016 byly vystavěny nad vsí čtyři rodinné domy (směrem k Lahuti) a pod Lípou (směrem k přehradě) další jeden rodinný dům.

## Místopis
Na Outokách dříve býval kamenolom (nyní z části zatopen přehradou, lesům poblíž se ještě říká Nad Kompresárnou), také zde byla pískárna (zalesněna borovicí, ve vodárenském ochranném pásmu). Na návsi se nacházela obecní pastouška (zbourána), dále zde býval hostinec, hasičská zbrojnice, drůbežárna jednotné zemědělské družstvo (zanikla při stavbě přehrady), po návsi tekl potok v dřevěném korytě a na pozemcích U Lesa (Spáleniště) se těžil jíl na výmaz pecí. Poblíže řeky (nyní zatopeno přehradou) směrem na Velešín se nalézaly grafitové doly.
Mlít obilí se vozívalo k mlýnu, dřevo řezat do Hamru, do měšťanky a na trhy se chodívalo do Velešína a do kostela nebo do obecní školy do Římova (po lávce u jezu).

## Obyvatelstvo
| Rok            | 1869 | 1880 | 1890 | 1900 | 1910 | 1921 | 1930 | 1950 | 1961 | 1970 | 1980 | 1991 | 2001 | 2011 | 2021 |
| -------------- | ---- | ---- | ---- | ---- | ---- | ---- | ---- | ---- | ---- | ---- | ---- | ---- | ---- | ---- | ---- |
| Počet obyvatel | 121  | 131  | 108  | 102  | 105  | 116  | 102  | 56   | 50   | 46   | 32   | 20   | 22   | 26   | 47   |
| Počet domů     | 17   | 17   | 17   | 17   | 17   | 17   | 18   | 28   | 28   | 14   | 11   | 18   | 19   | 19   | 25   |

## Obecní správa
Od roku 1850 do roku 1924 patřily Kladiny pod Sedlce, poté až do roku 1960 pod Branišovice, od 12. června 1960 do 13. června 1964 pod Mokrý Lom a 14. června 1964 byly připojeny k Dolnímu Římovu, a po sjednocení obou Římovů pak pod obec Římov. 24. listopadu 1990 se Mokrý Lom znovu osamostatnil, Kladiny však zůstaly součástí Římova.

## Doprava
Procházejí tudy dvě značené turistické trasy: červená (Římov – Svatý Ján – Todeň. hora – Komařice) a modrá (České Budějovice, Již. zast. – Heřmaň – Římov – zřícenina hradu Velešín – zřícenina hradu Pořešín – Kaplice – zřícenina hradu Louzek – Rychnov nad Malší) a jedna cyklotrasa č. 1018.
Autobusové spojení je ze Římova (do Českých Budějovic, Besednice, Velešína a Mokrého Lomu), nejbližší vlaková stanice je Římov-Holkov.

## Pamětihodnosti
- Návesní kaple zasvěcená Panně Marii, podle data na fasádě z roku 1927
- Lidová architektura – usedlosti čp. 1, 7, 19
- Výklenková kaplička U Lípy
- Boží muka, originál uschován
- Dvě památné lípy (U Lípy)
- Památný strom ořešák královský v zahradě čp. 8
- Tarasová cesta v Jedličkách s obratištěm pro těžbu koňmi